# Gnophos khorassana
Gnophos khorassana là một loài bướm đêm trong họ Geometridae.